# Геррнгут
Геррнгут (нім. Herrnhut 
 ( прослухати); в.-луж. Ochranow; чеськ. Ochranov; іст. пол. Ochranów) — місто в Німеччині, розташоване в землі Саксонія. Входить до складу району Герліц.
Площа — 73,94 км2. Населення становить 5787 ос. (станом на 31 грудня 2020).

## Географії

### Адміністративний поділ
Місто  складається з 13 районів:
- Геррнгут
- Нініфе
- Рупперсдорф
- Шван
- Фріденстгаль
- Штравальде
- Ойльдорф
- Гросгеннерсдорф
- Гойшойне
- Нойндорф-ауф-дем-Айген
- Шенбрунн
- Бертельсдорф
- Реннерсдорф